# Боксти
Боксти (ирл. bacstaí или arán bocht tí, англ. boxty) — традиционные ирландские картофельные блинчики. Боксти особенно популярны в северных графствах Ирландии, таких как Каван и Донегол. В Ирландии есть множество рецептов приготовления этого блюда, однако основные ингредиенты — натёртый сырой картофель, картофельное пюре, мука, сода и пахта неизменны по всей стране.

## Этимология
Вероятно, термин имеет ирландское происхождение, возможно от ирландского arán bocht tí, что означает «домашний хлеб для бедняков» или bácús, что означает «пекарня».

## Традиции
Существует два основных вида этого блюда. Первый называется «боксти в кастрюле» и подаётся обычно на завтрак. Блюдо похоже на большой блин или пиццу. Второй вид этого блюда — «боксти на сковороде» — это скорее оладьи, которые подаются с жареными сосисками, готовится это блюдо обычно на Хэллоуин.
Боксти также подаётся на День святой Бригиты с другими традиционными блюдами, такими как овсяный хлеб в форме креста и «бэннок невесты» — плоский «быстрый» хлеб на основе разрыхлителя.
Старая ирландская поговорка гласит: «Boxty on the griddle; boxty on the pan. If you can’t make boxty, you’ll never get a man!» («Боксти на сковороде; боксти на противне. Если вы не можете сделать боксти, вы никогда не заполучите мужчину!»).